# Église Saint-Cyr de Pedret
 (janvier 2024).
L'église Saint-Cyr,, (catalan : església de Sant Quirze ; espagnol : iglesia de San Quirico) est une église située dans la localité de Pedret de la commune de Cercs (Berguedà) en Catalogne (Espagne), déclarée bien culturel d'intérêt national.
Son accès se fait depuis Berga en traversant le fleuve Llobregat sur un pont médiéval très bien conservé.

## Description

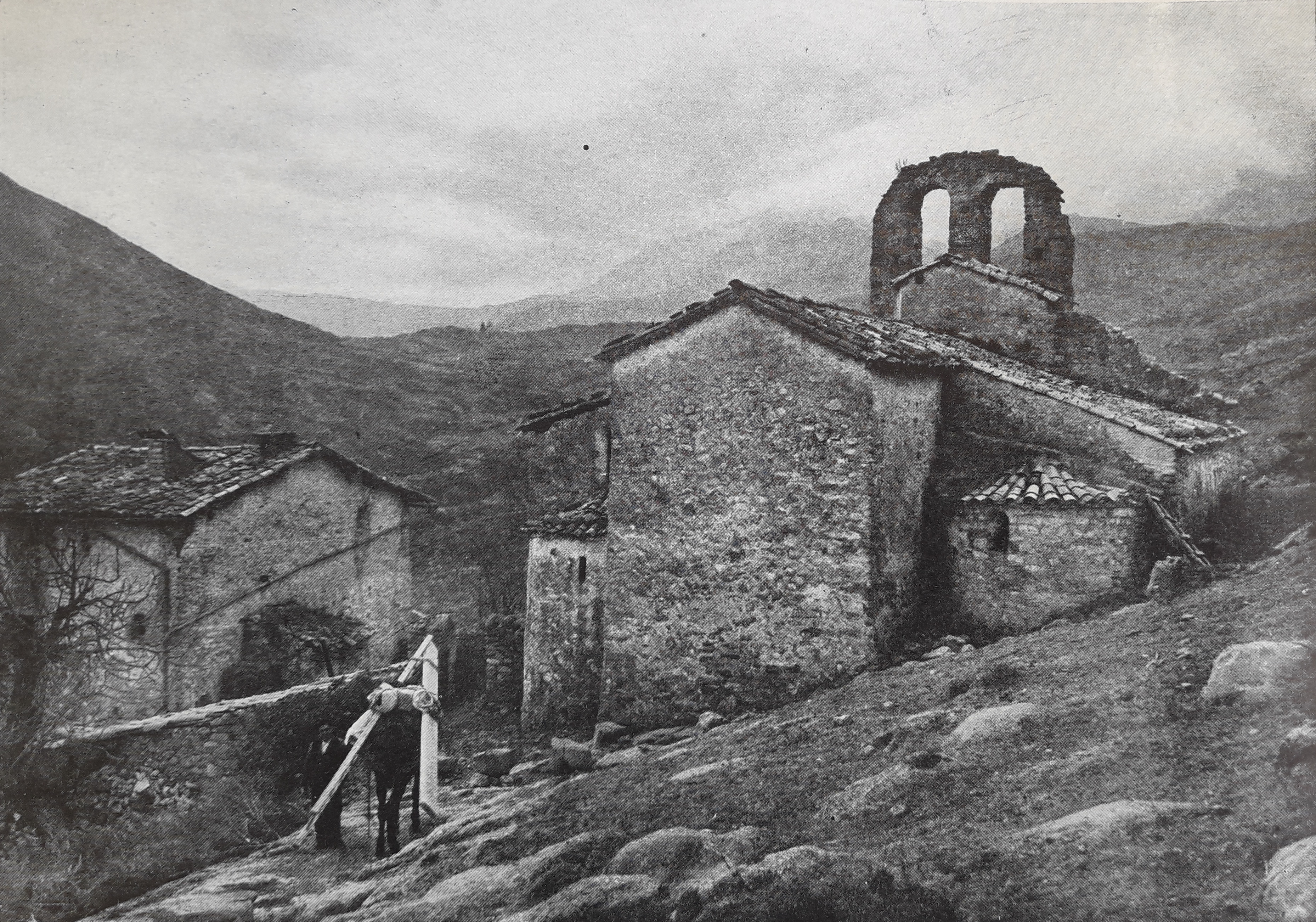
Église Saint-Cyr de Pedret à la fin des années 1930, avec le mur clocher du XVIIIe siècle.

L'église de Sant Quirze de Pedret est isolée et accompagnée d'un autre bâtiment, près de la rivière Llobregat, qui doit être traversée par le pont gothique de Pedret.
C'est une église de trois nefs, bien que la nef sud eut été partiellement détruite au XIIe siècle. Les chevets sont à l'Est, devant les trois absides, L'abside centrale a un plan trapézoïdal, et les latéraux sont en fer à cheval. La nef central était à l'origine couverte avec une structure en bois qui fut remplacée à la fin du XIIe siècle ou au début du XIIIe siècle par une voûte en ogive sur des arcs reposant sur des arcs formerets. La restauration des années 1960 a restitué, avec du béton armé, la couverture initiale. La nef nord, à laquelle on accède par des escaliers pour compenser la pente du terrain, était couverte avec une voûte en quart de cercle, comme la voûte sud, et est aujourd'hui couverte par une toiture en plan incliné. Les trois absides communiquent entre elles par des arcs outrepassés. Cependant, l'arc de triomphe qui permet d'accéder de l'abside principale à la nef centrale n'est pas d'origine, et est le résultat d'une restauration qui a pris pour exemple les arcs qui joignent la nef centrale aux latéraux. L'arc d'origine avait été substitué à l'époque romane par un arc en ogive, était également outrepassé, mais avec une ouverture bien plus étroite. Les arcs des absidioles reposent sur des colonnes à fût monolithique et des chapiteaux sans décoration. Les nefs latérales communiquent entre elles par des ouvertures en fer à cheval dans chacun des mirs de la nef centrale. Cependant, seul ceux du mur nord sont originaux. Quant à ceux au sud, l'une fut transformée en porte d'accès aux XIIe et XIIIe siècles, l'autre est une copie réalisée durant la dernière restauration. La porte est donc dans le mur sur de la nef centrale. Elle est faite de deux arcs en ogive dégradés, avec une archivolte extérieure et une colonne à chapiteau très abîmé de chaque côté. La construction de la porte à l'époque romane entraîna la démolition d'une partie de la nef sud. Le clocher-mur du XVIIIe siècle qui s'élevait sur le mur nord fut supprimé lors de l'intervention de 1995.
À l'intérieur, des peintures murales ont été reproduites, dont les originaux sont conservés dans différents musées.
Le Musée Diocésain et Régional de Solsona conserve les deux fragments des peintures murales préromanes les plus importantes de Catalogne et les peintures du XIe siècle qui leur étaient superposées.
Le Musée National d'Art de Catalogne expose les originaux des peintures romanes des deux absidioles.

## Histoire
Les origines de Saint-Cyr de Pedret sont très peu documentées. L'endroit de Pedret est mentionné en 983 parmi les possessions du monastère de Saint-Laurent près de Bagà, mais il n'y a aucune référence à l'église avant 1167, bien qu'il soit évident qu'elle est antérieure.
Saint-Cyr de Pedret présente de réels problèmes pour sa datation. Actuellement, l'hypothèse la plus commune est que l'église corresponde uniquement à deux étapes de construction : le bâtiment préroman du  Xe siècle (fruit d'une seule campagne d'un projet unique, contrairement à ce qui a pu être parfois avancé), et les modifications romanes de la fin du XIIe siècle. En 1960-62 l'église fut restaurée par la Députation de Barcelone, sous la direction de l'architecte Camil Pallàs. Cette restauration a introduit quelques éléments de confusion dans la lecture architecturale de l'édifice qui compliquent encore plus la compréhension de sa chronologie complexe.
Bien que sa datation ne soit pas sûre, le bénitier peut être des siècles XIV-XV, à une époque où le travail de la pierre est en pleine décadence dans la comarque du Berguedà
.

## Architecture

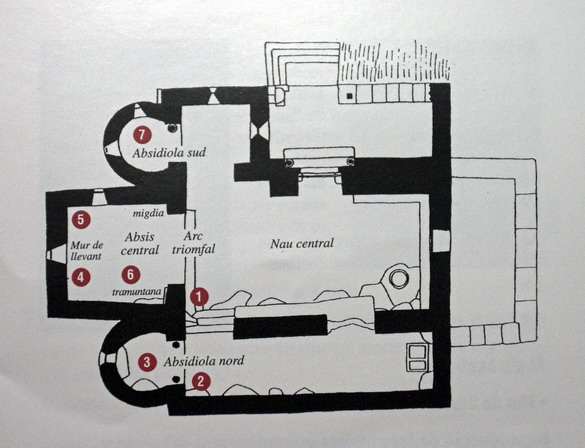
Plan de l'édifice.

L'église originale est préromane d'une seule nef (l'actuelle nef centrale) avec une abside trapézoïdale, du IXe siècle, avec une porte d'accès par l'ouest, aujourd'hui disparue. Élargie à trois nefs vers la moitié de Xe siècle, les deux nefs latérales furent achevées avec des absidioles avec plan en arcs outrepassés. Les bouches des trois absides sont en arcs outrepassés qui, dans le cas des latéraux, s'appuient sur des chapiteaux et des colonnes. La nef nord est plus élevée et la communication entre celle-ci la nef centrale se fait au travers de deux ouvertures aussi avec des arcs outrepassés.
Enfin, les murs intérieurs de la nef centrale furent renforcés au XIe siècle, puisque lors de la transformation du « pré » au « romane », le toit en bois a été substitué à une voûte en berceau de pierre, beaucoup plus lourde.

## Iconographie

### Peintures préromanes
L'ensemble pictural est daté des environs de l'année 1100 d'après Joan Ainaud. Deux fragments de ces peintures primitives sont conservées au Musée Diocésain et Régional de Dolsona en 1937. L'une représente la figure de l'Orant, située dans un cercle et accompagnée d'un paon symbole d'immortalité. L'autre fragment au reçu diverses interprétations représente dans un cercle également, un chevalier, une colombe qui chevauche un paon qui s'approche d'une grappe de raison, fruit de la rédemption
Par-dessus ces peintures, se trouvaient des peintures romanes du XIe siècle qui furent déplacées au Musée Diocésain et Régional de Dolsona en 1937.

### Peintures romanes
Le programme iconographique des peintures de Pedret constitue, sans aucun doute, l'ensemble thématique apocalyptique en peinture murale, le plus important et complexe de Catalogne. Le cycle apocalyptique fait partie de la famille européenne, avec des références immédiates à la Bible de Rodes (ca). Ce cercle apocalyptique de l'abside centrale est accompagné de la décoration des absidioles : parabole des vierges prudentes et dissolues, l'allégorie des âmes de l'église universelle, thème lié au jugement final. La présence de l'église intronisée est liée à l'iconographie de l'autre absidiole, la chaire de Saint-Pierre, et le collège apostolique. Les consensus est sur une iconographie de type clairement romane.
Dans l'absidiole sud, se trouvent des reproductions des peintures romanes qui furent déplacées au MNAC en 1922. Il s'agit d'une tentative de restitution de son état original, avec les couleurs vives qu'il devait y avoir il y a 1000 ans. Elles représentent une mandorle qui entoure la Mère à l'Enfant, à gauche de la fenêtre, se trouve la parabole des vierges prudentes et à droite les vierges dissolues et l'Église personnifiée. La partie inférieure est décorée.
Dans l'absidiole nord se trouve une reproduction des peintures romanes de la fin du XIe siècle qui ont été arrachées en 1922 et qui sont conservées au MNAC à Barcelone.

### Galerie d'images

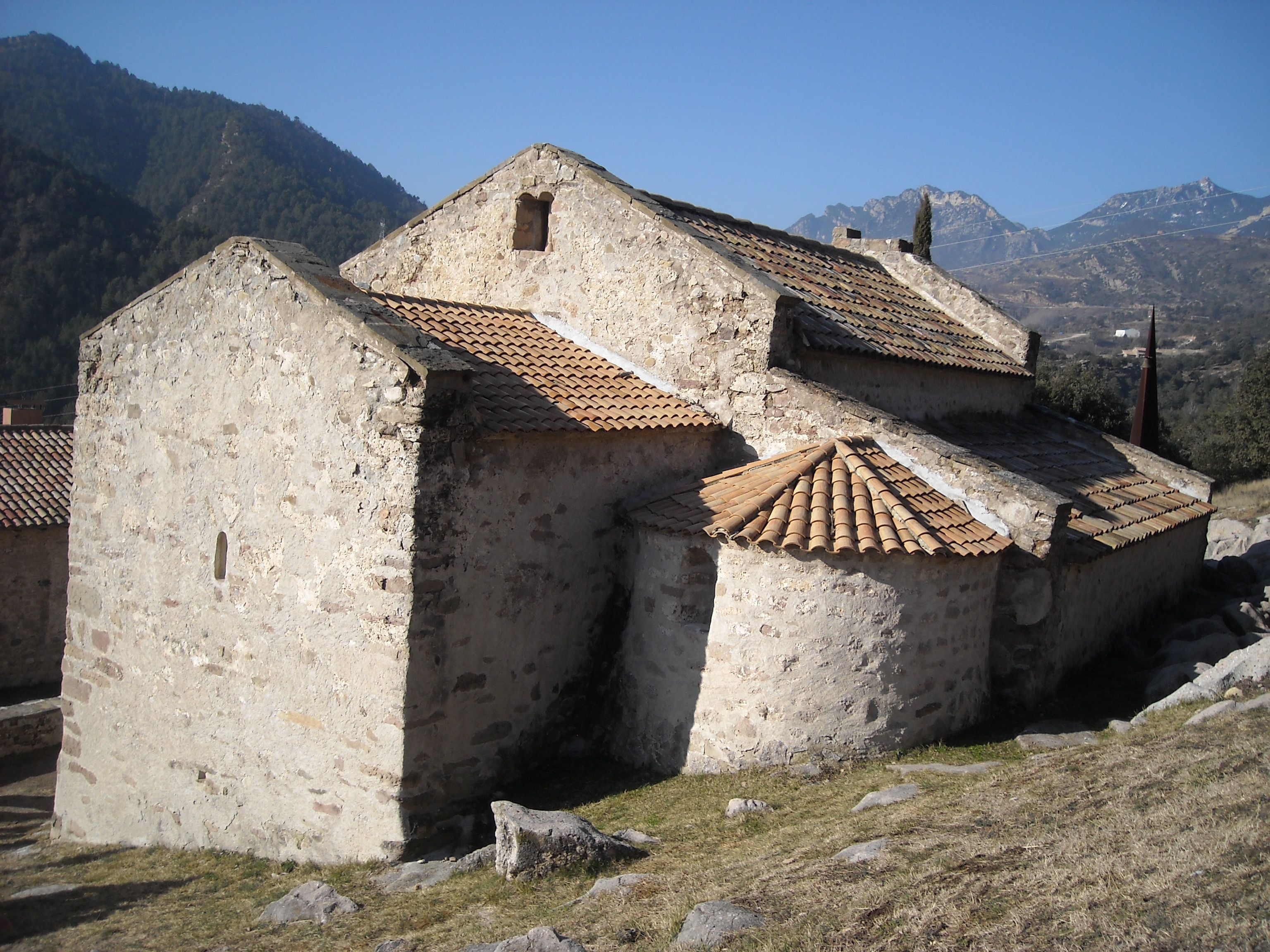
Sant Quirze de Pedret
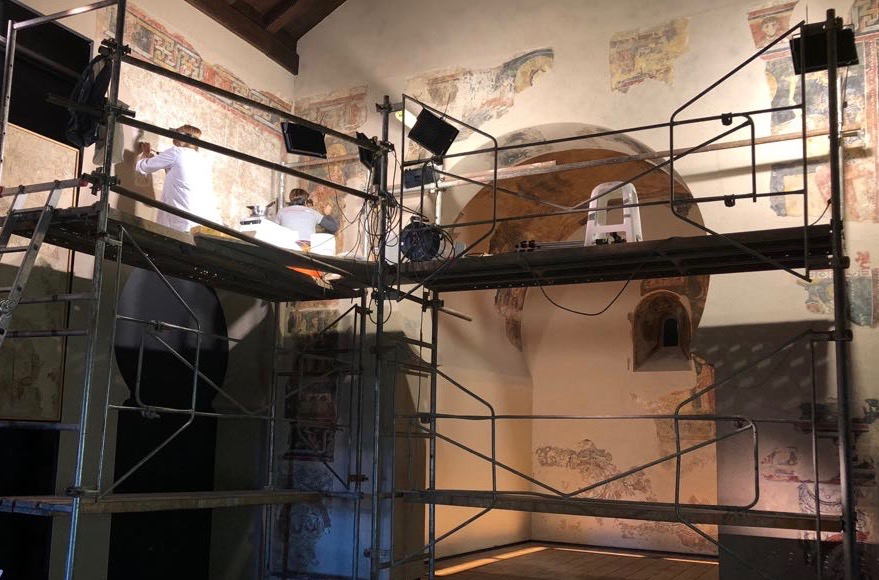
Travaux de restauration des Peintures murales de Sant Quirze de Pedret.
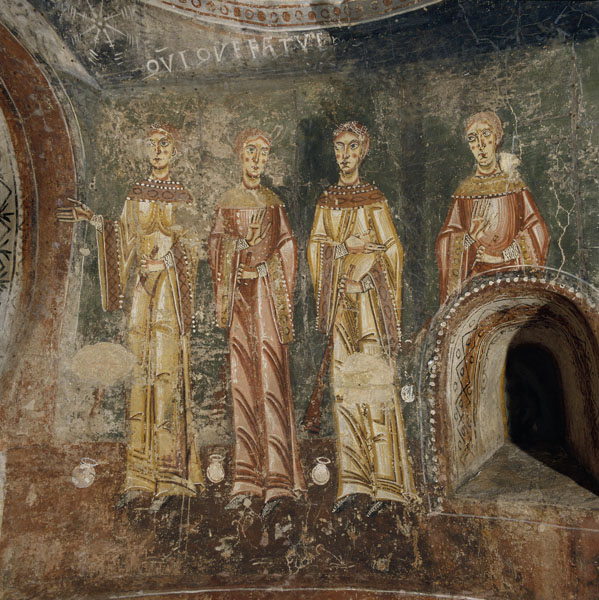
Peintures de Pedret, abside sud, Exposées au Musée d'art national de Catalogne.
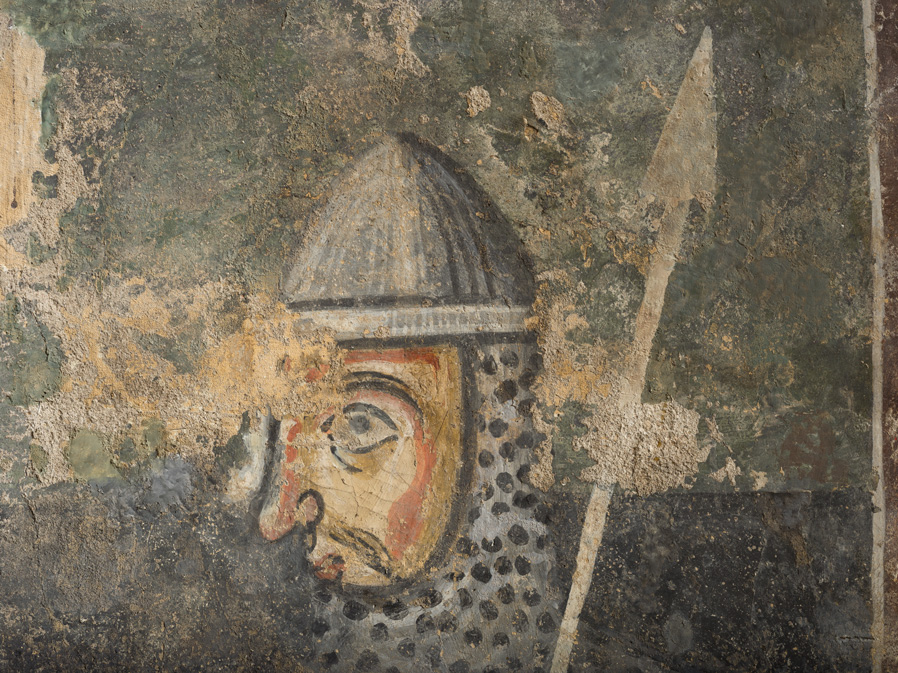
Scène avec un soldat avec le haume et la lance.
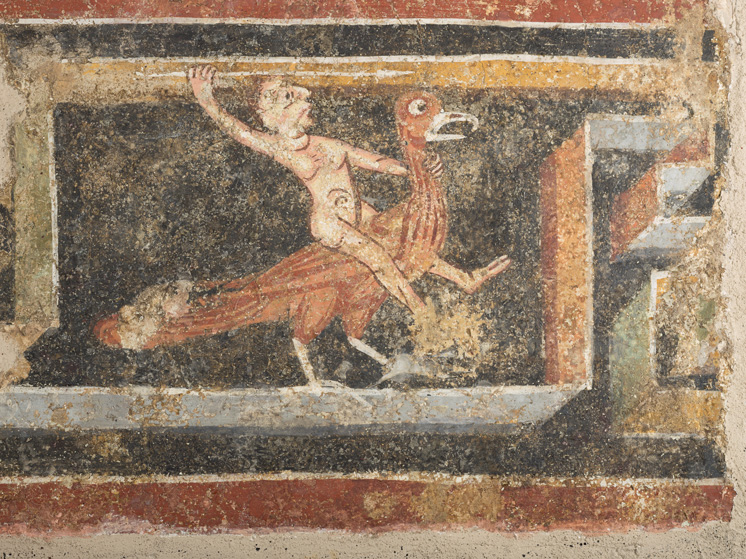
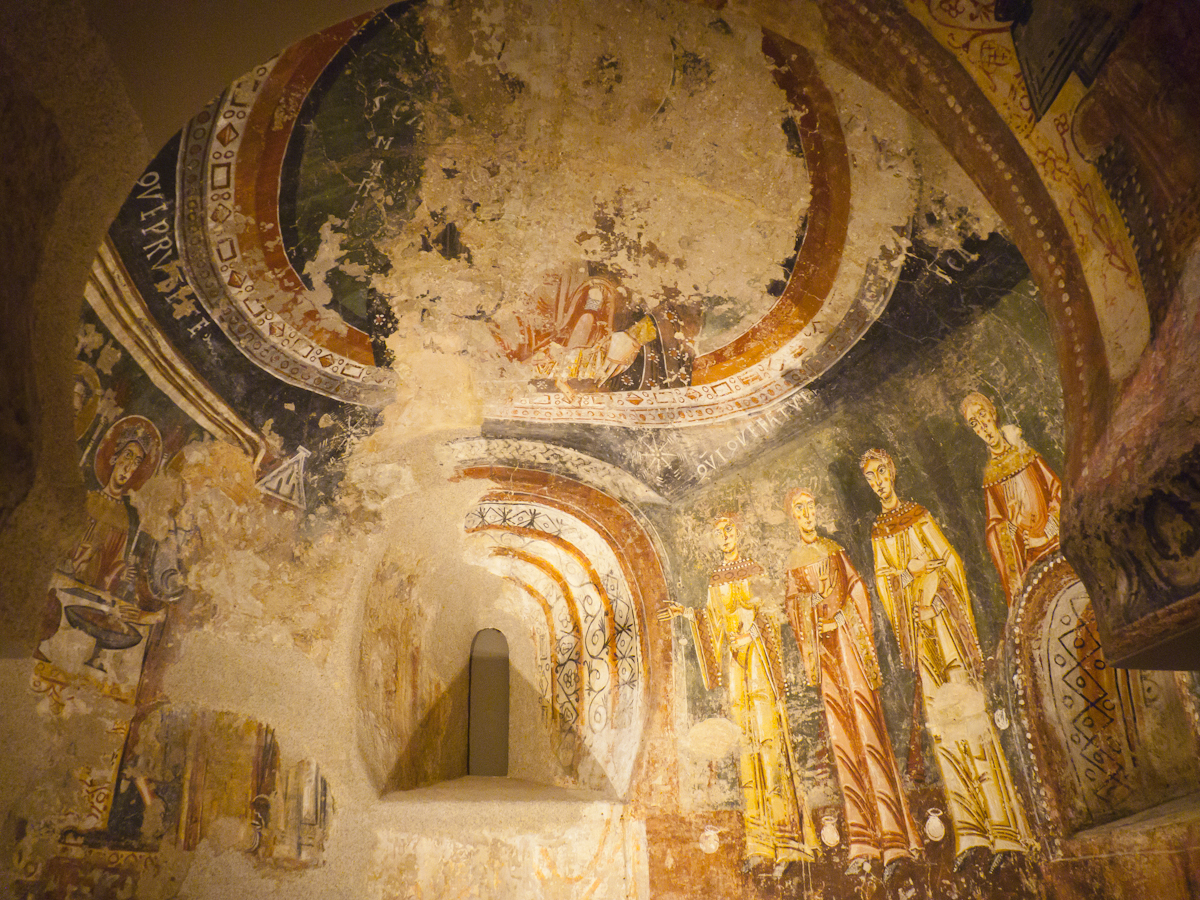
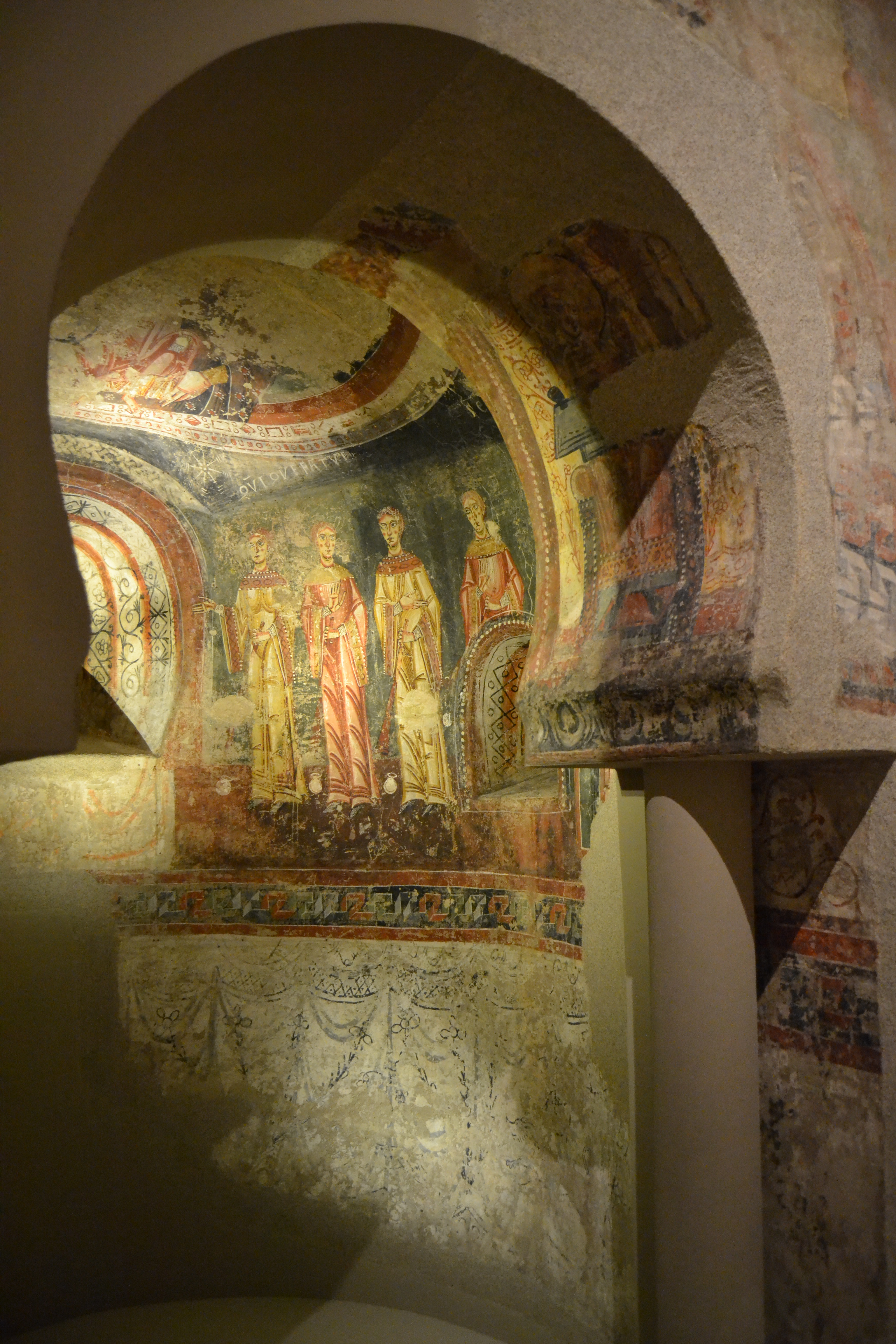